# Transtorno de personalidade esquizotípica
O transtorno de personalidade esquizotípica (Schizotypal personality disorder) é um transtorno de personalidade do cluster A e parte do espectro da esquizofrenia. É caracterizado por desordens do pensamento, ansiedade social e episódios de despersonalização. Os portadores deste transtorno apresentam dificuldades em criar e manter laços sociais, comportamentos tido como excêntricos, ideias de referência e dificuldades em manter a concentração. O discurso de um paciente esquizotípico pode ser excessivamente metafórico e difícil de acompanhar. Eles também podem apresentar quadros de mutismo, não respondendo à interação social.

## Origens Históricas
No início do século XX, se popularizava o termo "esquizóide" para descrever pessoas reclusas que possuíam dificuldades em criar laços sociais. A palavra "esquizóide" foi criada por Eugen Bleuler para descrever traços de personalidade que ele frequentemente observava em familiares próximos de pacientes com esquizofrenia, segundo ele: "[são] pessoas confortavelmente insensíveis, e ao mesmo tempo, sensíveis, que perseguem propósitos vazios de maneira contida". Estas características esquizóides não estavam presentes apenas nos familiares dos pacientes, mas nos próprios pacientes, de forma ainda mais intensa: ”Se alguém observar os familiares de nossos pacientes, encontrará características qualitativamente idênticas aos dos próprios pacientes, de forma que a doença [esquizofrenia] aparenta ser apenas um aumento das anomalias vistas nos pais e irmãos [do paciente]". Embora se referisse à uma personalidade pré-mórbida, ou seja, que antecedia os sintomas iniciais de esquizofrenia, o termo "esquizóide" passou a ser usado de forma demasiadamente ampla e vaga, principalmente em contextos pedagógicos para descrever crianças que preferiam atividades solitárias. Em 1925, Ernst Kretschmer introduz o conceito de "Temperamento Esquizóide", composto por três fatores:
1. Associal, quieto, reservado, sério, excêntrico.
2. Tímido, sensível, nervoso, excitável, amante de livros e da natureza.
3. Flexível, amável, honesto, indiferente, lento no pensar, silencioso.

Kretschmer enfatizava que estes indivíduos tinham poucos contatos sociais e frequentemente relatavam a sensação de que uma parede de vidro os separava da humanidade. Ele também destacava a receosidade como um traço essencial do temperamento Esquizóide: Estas pessoas sentiam a entrada de novas pessoas em sua vida como um estímulo doloroso, esmagador e desagradável. Décadas depois, o conceito de temperamento esquizóide se ampliaria e se dividiria em três perturbações de personalidade distintas, dando origem não só ao transtorno de personalidade esquizotípica como ao transtorno de personalidade esquizóide e o transtorno de personalidade esquiva. O próprio Kretschmer, no entanto, não pregava essa divisão, acreditando que o indivíduo esquizóide incorporava em si a ambivalência, por exemplo, ele não era nem apenas sensível nem insensível, mas ambos ao mesmo tempo.
Eugen Bleuler também considerava a ambivalência, isto é, a presença de ideias e sentimentos contraditórios, como um traço essencial da predisposição à esquizofrenia e a categorizou como um dos três sintomas básicos do transtorno:
"Ambivalência: o paciente deseja comer e não deseja comer, ele começa a levantar a colher em direção a sua boca mas nunca termina o ato. Ele exige ser solto [do hospital] e depois reage com xingamentos quando é informado que será liberado da instituição. As ’vozes’ ordenam que ele se afogue, e na mesma sentença, para a surpresa dele, o repreendem com desprezo por querer se afogar. Um [esquizofrênico] catatônico educado em filosofia uma vez fez a seguinte observação: 'Quando alguém expressa um pensamento, ele sempre vê o contra-pensamento, isso se intensifica e se torna tão rápido que ele não sabe mais qual veio primeiro.’ Um outro paciente, menos sofisticado, que em resposta à uma carta muito amigável de sua esposa, escreveu uma carta de despedida, disse: 'Eu poderia muito bem ter escrito outra carta; para desejar um bom dia ou para me despedir; é tudo a mesma coisa.’"
Além da ambivalência, haviam outros sintomas básicos de esquizofrenia, como o embotamento afetivo. Neste quadro, o paciente se tornava totalmente indiferente ao seu entorno, aparentando não se abalar com nenhum fato de sua vida e da vida de outros. O paciente perdia o senso de auto-preservação, podendo não se importar nem com situações que colocavam sua vida em risco:
"O paciente não se importa se ele está passando fome ou não, se está deitado num banco cheio de neve ou num forno quente. Durante um incêndio no hospital, um número de pacientes tiveram que ser conduzidos; eles mesmos não teriam saído de seus lugares. Doenças, ameaças, ou qualquer forma possível de mal não perturbam a paz de muitos esquizofrênicos. Eles podem escrever autobiografias inteiras sem manifestar o mínimo de emoção. Eles descrevem seu sofrimento e seus atos como se fossem um tema de física.”
O terceiro e último sintoma básico da esquizofrenia se trava das 'associações frouxas'. Neste quadro, o discurso do paciente assumia um carácter abstrato, por vezes completamente incoerente, onde duas ou mais ideias sem relação direta tendiam a ser condensadas em apenas uma. O pensamento era gerado num fluxo demasiadamente elevado e por vezes haviam bloqueios do pensamento - o paciente parava de falar abruptamente, perdia o raciocínio de onde estava e retomava a conversa falando de um tópico sem nenhuma relação com o que estava sendo dito anteriormente, como se tudo que ele estava pensando anteriormente tivesse sido de fato varrido de sua mente.
Além dos sintomas básicos (ambivalência, embotamento afetivo e associações frouxas), a esquizofrenia podia incluir delírios e alucinações, mas estes eram considerados sintomas secundários – não obrigatórios para o diagnóstico. Pacientes com apenas os sintomas básicos recebiam o diagnóstico de esquizofrenia simples, caracterizada por apatia progressiva (perda crescente de interesse social e emocional). Tais casos de esquizofrenia simples tinham traços semelhantes com o transtorno de personalidade esquizóide: Em ambos os casos, o paciente passava pela redução do seu número de interesses sociais, bem como demonstrava apatia e indiferença constantes, no entanto, no caso da esquizofrenia simples, os sintomas se tornavam mais intensos com o tempo.
Havia também um outro grupo de pacientes que apresentava apenas os sintomas básicos [ambivalência, embotamento afetivo e associações soltas] mas de forma menos severa do que geralmente se notava nos casos de esquizofrenia, e estes eram chamados de esquizofrênicos latentes. Esquizofrenia latente não era de fato um quadro de esquizofrenia, mas uma condição psiquíca que tornava o paciente propenso à desenvolver esquizofrenia no futuro, principalmente se ele passasse por situações psicologicamente destrutivas. Por vezes era difícil distinguir um quadro de esquizofrenia latente de um quadro de histeria, em vista de que o paciente apresentava sintomas severos de neurose, como ansiedade elevada, fobias, obsessões e flutuações de humor.  Outra variação era a esquizofrenia pseudoneurótica e assim como no caso da esquizofrenia latente, o paciente pseudoneurótico não tinha de fato esquizofrenia, mas uma predisposição à desenvolvê-la. No entanto, diferente do esquizofrênico latente, o pseudoneurótico tinham sintomas de psicose, como delírios e alucinações, embora de forma bastante breve.
Diversas outras formas de predisposição à esquizofrenia foram catalogadas, e a teoria genética ganhou força com as constatações de que estes indivíduos frequentemente possuíam parentes próximos que desenvolveram esquizofrenia ou eles mesmos acabavam desenvolvendo o transtorno. 
As investigações acerca de desordens que se assemelhavam à esquizofrenia prosseguiram e em 1953, Eliot Slater realizou estudos com gêmeos e percebeu que indivíduos que possuíam parentesco com pacientes com esquizofrenia demonstravam mais traços de paranoia, excentricidade, personalidade reservada e falta de sentimentos. No mesmo ano, Sandor Rado propôs o nome ’esquizotípico’ como uma junção de ’esquizofrenia’ e ’genótipo’ para definir esse grupo de indivíduos. Os indivíduos esquizotípicos eram marcados pela ausência da capacidade de sentir prazer. Desta déficit surgiam o medo excessivo e a desorganização que mais tarde poderia evoluir para sintomas mais severos de esquizofrenia.
Baseados nas definições de síndromes percussoras à esquizofrenia e no diagnóstico do transtorno de personalidade inadequada (que não é mais utilizado atualmente), Seymour S. Kety e alguns psiquiatras dinamarqueses iniciaram estudos sobre a geneticidade de transtornos do espectro da esquizofrenia. A intenção era demonstrar que os traços esquizotípicos eram uma questão genética muito antes de ser uma questão socioambiental. Os resultados dos estudos demonstraram que a esquizofrenia era mais de cinco vezes mais comum nas famílias biológicas de pacientes esquizofrênicos do que nas adotivas. Ao mesmo tempo, as famílias biológicas de pacientes com esquizofrenia exibiam mais traços esquizotípicos do que esquizofrenia em si. Isto também era favorável à ideia de que a esquizofrenia é um espectro.
Graças às pesquisas de Kety e seus associados, o transtorno de personalidade esquizotípica foi melhor definido e em 1980, com a publicação da terceira edição do Manual Diagnóstico e Estatístico (DSM-III) substituiu o uso de termos como esquizofrenia latente, borderline ou ambulatória. Os sintomas do transtorno se assemelhavam àqueles do transtorno de personalidade esquizóide, mas com a adição de comportamentos excêntricos semelhantes aos da esquizofrenia, embora de intensidade moderada. O paciente poderia apresentar episódios de psicose, mas estes se diferenciavam de um quadro de esquizofrenia pois deveriam ser transitórios, durando apenas horas ou dias. O Manual reconhecia que a diferenciação entre um caso severo de transtorno de personalidade esquizotípica e esquizofrenia era difícil de ser feita. Alguns problemas estava em diferenciar uma ideação paranoide intensa de um delírio. Também poderia ser difícil diferenciar um caso de transtorno esquizotípico dos sintomas prodromicos da esquizofrenia.
Embora a conceitualização do transtorno esquizotípico tenha sido influenciada por observações feitas a respeito de pacientes com esquizofrenia e de seus familiares, atualmente existem sugestões de que o transtorno pode estar relacionado à um genótipo intermediário entre esquizofrenia e transtorno afetivo bipolar, embora apenas nos casos onde o transtorno bipolar apresenta sintomas psicóticos.

## Estrutura do Transtorno
Os sintomas do transtorno esquizotípico são usualmente organizados em três domínios diferentes: Disfunções cognitivo-perceptuais, déficits interpessoais e sintomas desorganizados. Há também sugestões de que o transtorno apresenta uma estrutura dividida em dois ou mesmo quatro domínios. O método de três domínios continua sendo, no entanto, o mais aceito, especialmente pois coincide com a organização feita com os sintomas de esquizofrenia.

### Disfunções cognitivo-perceptuais
Pacientes com transtorno esquizotípico vivenciam uma severa despersonalização somatopsiquíca, gerando alterações profundas em sua percepção corporal e identitária. Alguns pacientes sentem partes do seu corpo se tornando completamente dormentes, como se deixassem de existir, ou vivenciam partes corporais tão alheios à seu ser quanto um objeto. Essa dissociação corporal frequentemente vem acompanhada por ilusões somáticas. Há relatos de pacientes que sentem como se partes de seu corpo tivessem sido amputadas sem explicação, ou mesmo adquirem a convicção de que seus órgãos internos estão em processo de decomposição. Essas experiências não são meras metáforas, mas percepções vívidas que desafiam a noção básica de integridade física . Assim como pacientes com esquizofrenia, indivíduos esquizotípicos apresentam dificuldade em processar informações relacionadas à si mesmos, demonstrando maior agilidade para reconhecer rostos alheios do que os próprios, por exemplo. . Alguns apresentam ilusões onde sentem que eles mesmos já morreram ou deixaram de existir, também podendo crer que seus pensamentos na verdade são de outro. Outros experimentam seus pensamentos como se fossem inseridos em suas mentes por alguma força externa, ou como se pudessem ser projetados para fora de si.
Pacientes esquizotípicos apresentam ideias de referência, ou seja, creem que eventos aparentemente aleatórios estão direcionados à ele e possuem significado importante em suas vidas, positivo ou negativo. Exemplos incluem sentir que um radialista está lhe enviando ameaças codificadas ou que frases ditas por um desconhecido possuem mensagens pessoais para ele. Além das ideias de referência, o paciente pode apresentar crenças inusuais, como crer que possui poderes extrassensoriais e pode prever eventos futuros.
Indivíduos com traços esquizotípicos tendem à atribuir capacidades mentais à seres que normalmente não são vistos como dotados de raciocínio, por exemplo, estes indivíduos podem interpretar objetos inanimados como entes possuidores de vontades e desejos, enxergando a presença de consciência mesmo onde não há. Essas distorções na percepção podem justificar a presença de suas ideias excêntricas.
Outro sintoma característico é a presença de pensamentos mágicos, levando pacientes a interpretar que ações simples podem alterar a realidade, desafiando as leis de causa e efeito. Exemplos de pensamento mágico incluem crer que lavar as mãos três vezes livrará sua família de problemas financeiros ou que repetir determinada palavra diversas vezes o livrará de situações perigosas. É importante destacar, no entanto, que pensamentos mágicos não são exclusivos do transtorno esquizotípico, ocorrendo frequentemente em desordens como o transtorno obsessivo compulsivo.
Além de diversos sintomas que prejudicam seu desempenho social, esses indivíduos apresentam um quadro severo de ansiedade social. Não se trata, no entanto, de um caso clássico: Enquanto na fobia social convencional a ansiedade surge em situações de possível avaliação negativa (como falar em público ou interagir com desconhecidos), no transtorno esquizotípico a ansiedade social é agravada pela presença de distorções cognitivas. Uma forma de exemplificar esse fenômeno é que devido a suas ideias de referência, o paciente esquizotípico se angustiará com atos que não são socialmente constrangedores ou ambíguos. Por exemplo, um paciente esquizotípico poderá sentir que uma pessoa bocejando ao seu lado realizou este ato para hostilizá-lo, ou que pessoas desconhecidas podem ler seus pensamentos e estão o julgando baseadas nisso. Estas percepções tenderão a se tornar ideações mais elaboradas e evoluirem para ideações paranóides mais complexas, como sentir que todos os ciclistas que passam na rua estão o vigiando ou que todas as pessoas na rua estão comentando negativamente sobre ele. Este quadro poderá se mostrar particularmente severo, dificultando que o paciente se integre à comunidade  A presença de ansiedade social com ideias de referência pode ocorrer com pessoas que possuam transtornos fora do espectro da esquizofrenia, mas é raro e mais moderado.

### Déficits interpessoais
A anedonia social constitui um dos aspectos centrais desse quadro, manifestando-se como uma incapacidade persistente de experimentar prazer através de vínculos sociais, resultando em isolamento . Muitas vezes esses pacientes desconfiam excessivamente dos outros e desenvolvem sentimentos de aversão social que poderão fazê-los adotar um comportamento defensivo . Estes pacientes sentem-se distanciados da realidade compartilhada, e essa sensação de alienação social vai além de um mero desacordo com valores sociais - trata-se de uma dificuldade cognitiva genuína em processar e internalizar os códigos implícitos que regem as interações humanas.
A antagonomia se refere à tendência a se distanciar radicalmente do senso comum, inclinando o indivíduo a assumir espontaneamente pontos de vista considerados excêntricos. Esta não é uma postura deliberada de contrariedade, mas sim uma maneira natural de perceber e interpretar o mundo. Paralelamente, a idionomia representa a fidelidade inquebrantável à própria excentricidade. Ao contrário de quem adota excentricidades por rebeldia ou desejo de se destacar, o esquizotípico abraça sua diferença como parte essencial de seu ser. Como destacou o psiquiatra suiço Ludwig Binswanger, essa peculiaridade não é puramente performática: A estranheza do esquizotípico [e também a do paciente esquizofrênico] não provem de uma escolha e nem de um mero desejo em ser diferente: Estes indivíduos não 'tentam' ser excêntricos, eles de fato o são. A excentricidade é, para esses indivíduos, tão natural quanto a conformidade o é para outros, constituindo não uma escolha, mas a expressão genuína de seu funcionamento psicológico singular. 

Ao investigar os mecanismos psicológicos subjacentes à aversão social dos indivíduos esquizotípicos, o psiquiatra francês Eugène Minkowski, descreveu um caso clínico que exemplifica o que denominou "atitude antitética". O paciente analisado em questão, embora profundamente interessado em questões filosóficas, recusava-se sistematicamente a ler obras filosóficas ou participar de debates, temendo que o contato com pensamentos alheios pudesse "contaminar" suas próprias reflexões.
"Ele está extremamente interessado em problemas filosóficos, mas evita ler livros de filosofia que possam “perturbar” suas próprias reflexões e “deformar” seu próprio pensamento. Ele se isola do mundo." 
Esta postura antitética representa mais do que um simples isolamento intelectual - configura uma estratégia defensiva complexa contra a intrusão do mundo externo, percebido como fundamentalmente hostil e perturbador. O indivíduo esquizotípico, neste padrão, estabelece uma relação paradoxal com o conhecimento: enquanto nutre intenso interesse por determinados temas, simultaneamente rejeita qualquer forma de diálogo ou intercâmbio intelectual que possa ameaçar a integridade de seu sistema cognitivo particular: O mundo externo é percebido como um agente de destruição psiquica, resultando em uma criatividade estritamente autorreferencial.    
Pacientes esquizotípicos têm maiores dificuldades em terminar o ensino superior, menores probabilidades de se integrar de forma independente à sociedade e frequentemente ocupam profissões marginalizadas e que oferecem pouca remuneração financeira.. Estes indivíduos apresentam baixa autoestima e sentimentos frequentes de inferioridade. Estima-se que 48% dos pacientes esquizotípos preencham os critérios do diagnóstico de personalidade esquiva e 66% preencham os critérios para depressão maior . Há maior prevalência de uso de substancias e tentativas de suicídio . Por serem vistos como estranhos, esquizotípicos estão propensos a vivenciar situações sociais onde são ignorados ou hostilizados e em razão disto estes indivíduos podem passar a encarar o contato social como um evento que apenas serve para puni-los.
Esquizotípicos demoram a reconhecer expressões faciais e tendem a interpretá-las incorretamente, confundindo expressões neutras com raivosas e hostis. Essa tendência a ler emoções negativas onde não existem contribui significativamente para sua desconfiança social característica. Da mesma forma, esquizotípicos possuem dificuldades com suas próprias expressões faciais, comumente apresentando expressões ambíguas onde a emoção pretendida não é identificável, fator que gera estranheza nos demais e reforça o ciclo de isolamento social . Frequentemente estes pacientes não mudam suas expressões faciais ou as fazem de forma pouco natural, também podendo não fazer contato visual e não sorrir mesmo quando solicitados. Curiosamente, apesar de encontrarem dificuldade em se portar adequadamente, pacientes esquizotípicos podem ser capazes de categorizar comportamentos alheios como socialmente adequados ou inadequados. O déficit destes pacientes reside principalmente capacidade de implementar estas normas de adequação em si mesmos, mas não necessariamente em entendê-las. Alguns indivíduos esquizotípicos relatam possuir dificuldade em entender normais sociai que para outros são intuitivas, mas que são capazes de 'estudá-las'. Esta capacidade de perceber que seus pensamentos são considerados socialmente inadequados pode aumentar a tendência destes indivíduos ao isolamento.

### Sintomas desorganizados
Este grupo de sintomas se referem à excentricidades encontradas no discurso e comportamento de pacientes esquizotípicos. Embora as pesquisas a respeito desse grupo de sintomas em específico ainda sejam contraditórias, a hipótese dominante é de que o discurso peculiar produzido por estes pacientes provêm dos mesmos processos dos distúrbios encontrados nas habilidades de comunicação de pacientes com esquizofrenia. Esses distúrbios na linguagem seriam caracterizados pelas chamadas 'associações soltas', um conceito inicialmente proposto por Bleuler no início do século XX e que tem sido apoiado por pesquisas modernas. Nas associações soltas, o discurso do paciente se torna vago e tangencial, por vezes fundindo duas ideias que não possuem forte semelhança. O paciente aparenta ter dificuldades em limitar seu discurso ao contexto ou à um tópico:
"Parece que ideias de dada categoria foram colocadas num pote, misturadas, e retiradas aleatoriamente, depois conectadas umas às outras por mera forma gramatical ou outras imagens auxiliares. Ainda sim, algumas sequencias de ideias estão ligadas por algum tipo de fio, que de toda a forma, se mostra demasiadamente frouxo para prover uma conexão que satisfaça a lógica. "
Estudos recentes indicam que a memória é organizada numa rede neural onde conceitos que tenham significado semelhante são ativados mutuamente. Por exemplo, se alguém escuta a palavra 'cachorro', seu cérebro ativará conceitos semelhantes à palavra, como "osso" ou "coleira" primeiro, ao invés de ativar termos com significado menos próximo, como 'mar' ou 'céu'. No entanto, pacientes que exibem 'associações frouxas' possuem uma rede semântica exageradamente ativa. Para eles, quando um termo é ativado, termos com significado muito distante também são, o que dificulta com que o paciente se prenda à um tópico ou o faça de maneira muito singular. Bleuler cita o exemplo de uma paciente que ao indagada sobre o que a palavra 'madeira' a fazia pensar, respondeu: 'que meu tio estivesse vivo'. A paciente teria associado madeira com caixão, e imediatamente, com seu familiar falecido. Devido à sua rede semântica estar mais ativa que o normal, o paciente será dado à 'associações frouxas' e gera ligações improváveis entre uma ideia e outra, mesmo que por vezes atendam à algum tipo de lógica interna.
Por vezes, o discurso do paciente esquizotipico pode utilizar determinadas palavras com um significado oculto, totalmente diferente do significado que geralmente é atribuído ao termo:
"[Para o paciente] a palavra significa muitas coisas, qualquer coisa, mas não o que significa para os homens comuns. A palavra é dotada de um significado privado, pessoal e esotérico, apenas possível de ser entendido ao se estudar aquela pessoa muito cuidadosamente.
Outros estudos sobre distúrbios na auto-expressão presentes no transtorno esquizotípico, indica que estes pacientes tendem a ter maiores dificuldades em reconhecer o uso da emoção no discurso e tendem a expressar poucas emoções quando falam, alterando pouco o tom de voz e produzindo um discurso consideravelmente monótono.

## Transtorno esquizotípico na infância

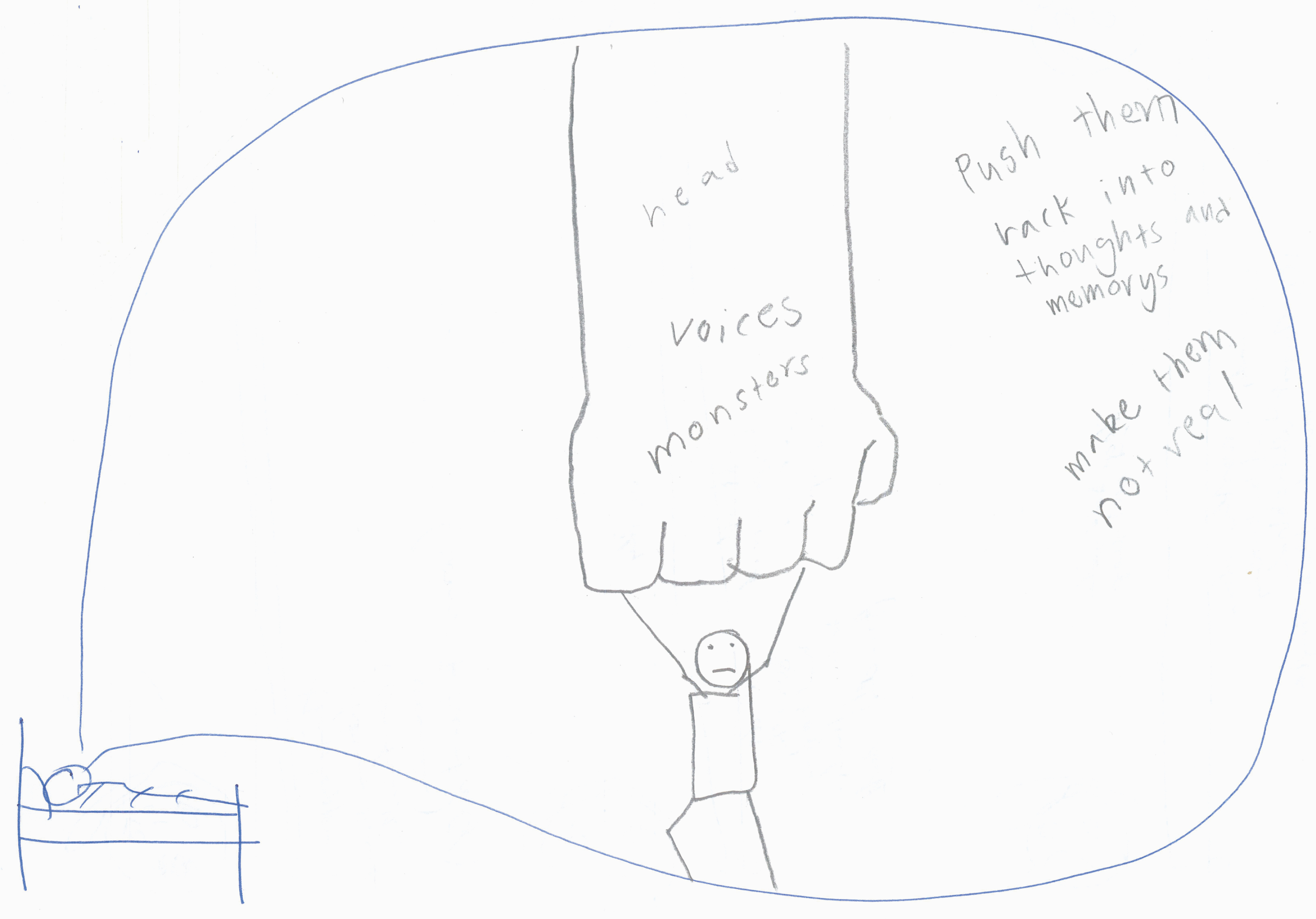
Desenho feito por uma criança de oito anos diagnosticada com transtorno esquizotípico retratando 'as vozes e os monstros', bem como seu desejo de "empurrá-los de volta para os pensamentos e memórias".

Apesar de geralmente diagnosticado em jovens adultos, o transtorno esquizotípico pode ser diagnosticado em crianças com idades entre 5 e 12 anos. O diagnóstico não costuma ser feito, no entanto, devido a profissionais optarem por um diagnóstico de autismo, o que ofusca a presença de casos registrados de transtorno esquizotípico. De fato, autismo e transtorno esquizotípico possuem alguns sintomas semelhantes, especialmente no que se refere à dificuldades em integração social. Também tem semelhança com casos de esquizofrenia infantil, mas os casos de transtorno esquizotípico possuem severidade flutuante e são agravados com o stress. Estudos realizados com indivíduos diagnosticados com transtorno esquizotípico revelam que adultos com transtorno esquizotípico comumente foram crianças extremamente sensíveis à críticas, sérias e socialmente desengajadas. Há suposições de que a elevada sensibilidade ao criticismo presente em crianças esquizotípicas ou pré-esquizotípicas reflita o fato de que um adulto esquizotípico possui elevada ansiedade social.
Alguns traços de crianças diagnosticadas com transtorno esquizotípico incluem elevada dificuldade em fazer contato visual e dificuldades motoras. Estas dificuldades motoras poderiam se relacionar tanto a atividades minuciosas (e.g, letra díficil de entender) quanto complexas (e.g, dificuldades em andar de bicicleta). Essas crianças tendem a ser vistas pelas outras como estranhas, apresentam dificuldades em focar durante uma conversa e possuem um discurso muito abstrato [atendendo à idade]. Crianças esquizotípicas podem ter preocupações incomuns, como crer que outras crianças estão conspirando contra ela ou sofrerem com angústias que se originam de 'amigos imaginários'. De fato, amigos imaginários não são incomuns em crianças saudáveis, mas no caso de crianças com transtorno esquizotípico são resultado de distúrbios na percepção, como ilusões somáticas e breves alucinações auditivas;

## Relação com outras desordens

### Esquizofrenia
Embora na primeira vez que o transtorno esquizotípico tenha aparecido listado no DSM, o manual considerasse que o paciente poderia ter alucinações transitórias, a última edição do DSM considera o transtorno esquizotípico como uma desordem do espectro da esquizofrenia que se distingue desta pela ausência de alucinações. O CID, por outro lado, considera o transtorno esquizotípico como uma forma atenuada de esquizofrenia e lista a presença de alucinações como um critério diagnóstico, desde que estas sejam breves. As diferenças na classificação do DSM e do CID tem raízes histórias: a classificação do DSM foi mais influenciada pela ideia de esquizofrenia simples ou latente, e a do CID, pela ideia de esquizofrenia pseudoneurótica. Deve-se ressaltar de que a maioria dos estudos feitos sobre o transtorno esquizotípico levam o DSM em consideração, interpretando assim que alucinações não fazem parte dos critérios de diagnóstico. 
Pacientes com transtorno esquizotípico e pacientes com esquizofrenia apresentam diversas déficits cognitivas similares, como por exemplo, dificuldades motoras, com a memória a concentração, embora os pacientes esquizotípicos tendam a manifestar esses sintomas de uma forma mais moderada. Ambos os grupos tendem a ter o hipocampo e o lobo temporal reduzidos, mas pacientes com transtorno esquizotípico não tendem a ter o lobo frontal em tamanho alterado. Há sugestões de que esta preservação nas dimensões do lobo frontal em pacientes esquizotípicos os protege de desenvolverem sintomas psicóticos de forma crônica. Desta forma, por mais que pacientes com transtorno esquizotípico estejam no espectro da esquizofrenia, a maioria teria uma espécie de barreira biológica que os impede de desenvolver sintomas mais severos.

### Autismo
Por vezes o paciente esquizotípico é descrito como tendo pensamento autístico, podendo passar a impressão de que as duas desordens estão fortemente relacionadas, mas se trata de uma confusão de termos. 'Pensamento autístico' ou 'autismo' era originalmente usado para definir um sintoma da esquizofrenia, bem como desordens associadas à esquizofrenia, e se referia à tendência em se afastar da realidade. Tal uso do termo era especialmente comum no século passado. Posteriormente, o termo 'autismo' passou a designar um transtorno que nada tinha a ver com afastamento do mundo real:
"Autismo significa afastamento da realidade em direção à fantasia, mas isto não ocorre na síndrome do autismo. O esquizofrênico pode se afastar da realidade para a fantasia, mas a criança autista não se afasta, ao invés disso, ele falha em desenvolver relações sociais - uma distinção crucial. Além disso, até onde podemos ver, o jovem autista tem deficits na sua capacidade de fantasiar, não um excesso."
Superficialmente um paciente esquizotípico e um autista podem se assemelhar devido à suas dificuldades de integração social, mas cognitivamente e comportamentalmente, o espectro do autismo e o espectro esquizotípico [também chamado de esquizotipia ou espectro da esquizofrenia] são considerados opostos, e diversas características destoantes podem ser citadas.
Distinções sensoriais: Indivíduos no espectro autista comumente tem suas capacidades sensoriais acentuadas, podendo fazer com que tenham hiper-sensibilidade à sons altos, por exemplo. Já os indivíduos no espectro esquizotípico sofrem com dissociações, causando afastamento sensorial, não apenas de seu entorno, mas por vezes até do próprio corpo, o que pode os fazer ter pouca sensação tátil, por exemplo  . 
Estilo cognitivo: O autismo é caracterizado pelo pensamento dedutivo, explícito e convergente, favorecendo a resolução de problemas mediados pela inteligência, por outro lado, a dimensão da psicose envolve o pensamento abstrato, metafórico e divergente, que favorece a resolução de problemas mediados pela criatividade . 
Habilidades linguísticas: O discurso no indivíduo no espectro autista é pautado pela lateralidade, por vezes havendo dificuldades em compreender sarcasmo ou metáforas, por outro lado, "discurso demasiadamente metafórico ou abstrato" é um dos critérios de diagnóstico do transtorno esquizotípico .
Mentalização: Em pessoas com autismo, há menor mentalização, ou seja, pessoas com autismo tem dificuldades em inferir e compartilhar dos pensamentos e sentimentos de outras pessoas, no espectro esquizotípico, por outro lado, o oposto ocorre: estes pacientes tendem à atribuir estados mentais aos outros sem justificação objetiva, gerando interpretações excessivas. Um exemplo dos efeitos da mentalização seria o caso em que o indivíduo no espectro autista tem dificuldades em identificar expressões, mesmo na presença de traços emocionais evidentes, enquanto um indivíduo no espectro esquizotípico tenderá a enxergar expressões [especialmente negativas] mesmo onde não há, confundindo uma expressão neutra com uma expressão hostil . 
De forma geral, o indivíduo no espectro autista aparenta envolver uma dificuldade em inferir e imaginar significados. A atenção é voltada para detalhes, interesses restritos e padrões conhecidos. O espectro esquizotípico, por outro lado, é caracterizado pela tendência em inferir padrões e conexões mesmo onde não existe, bem como uma tendência à atribuir significados à estímulos que para os outros tem pouca importancia .

### Transtorno de personalidade esquizóide
Tanto o transtorno de personalidade esquizotípica quanto o Transtorno de Personalidade Esquizóide surgiram através da definição de sujeito esquizóide feitas no inicio do século passado. No entanto, a criação da categoria "personalidade esquizotípica" representou o estreitamento da definição de Transtorno de personalidade esquizóide.
Na primeira versão do DSM, o transtorno esquizoide definia um indivíduo isolado e que possuía características excêntricas em sua personalidade:
"Evitam relacionamentos próximos com os outros, há inabilidade de expressar hostilidade diretamente, mesmo sentimentos hostis comuns, e pensamento autístico [...] na puberdade há introversão, quietude, associabilidade, frequentemente com excentricidade.''
Na segunda edição do DSM, os fatores foram descritos de forma mais detalhada:
"O padrão de comportamento se manifesta em timidez, sensibilidade excessiva, isolamento, evitação tanto de laços sociais íntimos como de rivalidades, e muitas vezes apresenta comportamento excêntrico. Pensamento autístico e falta de capacidade de reconhecer o que é real são frequentes, assim como devaneios e a inabilidade em expressar hostilidade e sentimentos agressivos ordinários. Estes pacientes reagem à situações perturbadoras e à conflitos com aparente distanciamento"
No entanto, na terceira edição do DSM, quando o transtorno de personalidade esquizotípica aparece listado pela primeira vez, o transtorno de personalidade esquizóide sofre uma reformulação. Os antigos sintomas de 'sensibilidade excessiva' são realocados no transtorno de personalidade esquiva e o esquizóide passa a ser descrito como 'insensível'. Da mesma forma, os sintomas de excentricidade antes relacionados ao esquizoide são retirados dos critérios diagnóstico do transtorno e reagrupados no transtorno de personalidade esquizotípica:
"A característica principal do transtorno de personalidade esquizoide é que há uma deficit na capacidade de formar relacionamentos sociais, evidenciados pela ausência de calorosidade e de sentimentos afetuosos com os demais, bem como indiferença à elogios, criticas e aos sentimentos alheios. Este diagnóstico não deve ser feito se excentricidades na fala, no comportamento ou no pensamento estão presentes [..] neste caso deve-se optar pelo diagnostico de Trantorno de Personalidade Esquizotipica."
Os esquizóides e os esquizotípicos apresentam os mesmos aspectos de inadequação social ao evitarem relações próximas, mas o esquizotípico apresenta comportamentos vistos como excêntricos. Apesar das diferenças nos critérios diagnósticos, tanto o transtorno de personalidade esquizotípica, o transtorno de personalidade esquizóide, o transtorno de personalidade esquiva e o transtorno de personalidade paranóide são resguardados como transtornos do espectro da esquizofrenia, com o transtorno de personalidade esquizotípica estando mais próximo à ela .  

## Causas

### Teoria genética
Embora listado no Eixo II da última edição do Diagnostic and Statistical Manual of Mental Disorders (DSM-IV-TR), o transtorno de personalidade esquizotípica é geralmente compreendido como um transtorno do espectro da esquizofrenia. Está classificado no CID-10 na seção "esquizofrenia, transtornos esquizotípicos e delirantes" não como um transtorno de personalidade e sim como uma versão mais moderada de esquizofrenia. Indivíduos diagnosticados com transtorno esquizotípico são muito mais comuns em famílias com pessoas diagnosticadas com esquizofrenia, transtornos do espectro da esquizofrenia e transtorno afetivo bipolar com sintomas psicóticos. O transtorno de personalidade esquizotípica é um "fenótipo estendido" que ajuda os geneticistas a rastrear a transmissão genética ou familiar dos genes que estão implicados na esquizofrenia.
Existem vários estudos demonstrando que indivíduos com transtorno de personalidade esquizotípica obtém resultados de maneira parecida àqueles com esquizofrenia em uma larga variedade de testes neurofisiológicos. Déficits cognitivos em pacientes com transtorno de personalidade esquizotípica são muito semelhantes, só que mais moderados, àqueles com esquizofrenia.

### Aspectos sociais / ambientais
Pessoas com transtorno de personalidade esquizotípica, assim como pacientes com esquizofrenia, podem ser bem sensíveis a críticas pessoais e hostilidade, e existem evidências que atualmente sugerem que certos modos de educação familiar, separação precoce, e negligência infantil podem levar ao desenvolvimento de traços esquizotípicos. Múltiplas formas de abuso infantil e sintomas de stress pós-traumático são associados com altos níveis de esquizotipia e sintomas de personalidade esquizotípica. Pacientes com transtorno de personalidade esquizotípica (bem como pacientes com transtorno de personalidade borderline) comumente sofreram tipos mais variados de trauma em comparação com pacientes com depressão e outros transtornos de personalidade. Indivíduos com traços esquizotípicos representam maior vulnerabilidade a apresentar pensamentos intrusivos relacionados à eventos traumáticos.

### Neurodesenvolvimento
Há evidências crescentes de que o transtorno esquizotípico se trata de uma desordem do neurodesenvolvimento, e que eventos pré e pós-natais podem resultar no seu aparecimento, como por exemplo, exposições à influenza e à baixas temperaturas no quinto e sexto mês de gestação. Na China, indivíduos que foram expostos à terremotos de alta intensidade durante o sexto mês de gestação tinham maior presença de traços esquizotípicos na idade adulta, o que sugere que o stress pré-natal é um fator para o desenvolvimento do transtorno. Nos Estados Unidos, foi identificado que adolescentes diagnosticados com o transtorno frequentemente possuíam anomalias físicas menores, refletindo o mal desenvolvimento nos primeiros semestres de gestação. Má nutrição durante a gestação, complicações no parto e falta de amamentação foram também associadas à prevalência do transtorno.

### Neuroquímica
Distúrbios relacionados ao níveis de cortisol foram observados em indivíduos esquizotípicos, tanto adultos quanto adolescentes. Estes níveis elevados de cortisol contribuem para a tendencia aos sentimentos de stress experienciados por estes indivíduos, da mesma forma, níveis anormais de cortisol podem ser sequelas de seus danos psicossociais e traumas experienciados no começo da vida e contribuem para o mal funcionamento do hipocampo.

## Critérios de diagnóstico

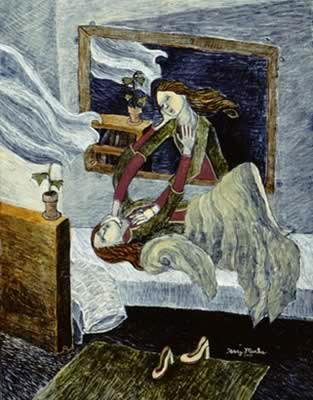
Distorções perceptivas e cognitivas podem levar a ilusões somáticas como sensação de sufocamento, tonturas, náuseas, manchas e sensações táteis (Critério 3 do DSM-IV).

O diagnóstico é baseado nas experiências reportadas pelo paciente, como também marcadores do transtorno observados por um profissional da saúde mental. A lista de critérios, que precisam ser alcançados para o diagnóstico, está descrita no DSM-V.
Critérios do DSM-V
A última versão do DSM define o transtorno de personalidade esquizotípica como: "Um padrão difuso de déficits sociais e interpessoais marcado por desconforto agudo e capacidade reduzida para relacionamentos íntimos, além de distorções cognitivas ou perceptivas e comportamento excêntrico, que surge no início da vida adulta e está presente em vários contextos".
Os critérios são (pelo menos cinco):
1. Ideias de referência (excluindo delírios de referência).
2. Crenças estranhas ou pensamento mágico que influenciam o comportamento e são inconsistentes com as normas subculturais (p. ex., superstições, crença em clarividência, telepatia ou “sexto sentido”; em crianças e adolescentes, fantasias ou preocupações bizarras).
3. Experiências perceptivas incomuns, incluindo ilusões corporais.
4. Pensamento e discurso estranhos (p. ex., vago, circunstancial, metafórico, excessivamente elaborado ou estereotipado).
5. Desconfiança ou ideação paranoide.
6. Afeto inadequado ou constrito.
7. Comportamento ou aparência estranha, excêntrica ou peculiar.
8. Ausência de amigos próximos ou confidentes que não sejam parentes de primeiro grau.
9. Ansiedade social excessiva que não diminui com o convívio e que tende a estar associada mais a temores paranoides do que a julgamentos negativos sobre si mesmo.

O transtorno não ocorre exclusivamente durante o curso de esquizofrenia, transtorno bipolar ou depressivo com sintomas psicóticos, outro transtorno psicótico ou transtorno do espectro autista. Se os critérios são atendidos antes do surgimento de esquizofrenia, é caracterizado como "“transtorno da personalidade esquizotípica (pré-morbido)”.
Critérios da CID-10
A CID-10 da Organização Mundial de Saúde define o transtorno de personalidade esquizotípica como transtorno esquizotípico, na categoria F21. - e de forma semelhante ao DSM-V (com a diferença que no CID-10 é classificado como transtorno mental associado com a esquizofrenia, ao invés de um transtorno de personalidade como no DSM-V, que é algo controverso).
Segundo a CID-10, são necessários pelo menos 4 destes sintomas, manifestados por um período de pelo menos dois anos, contínua ou repetidamente (e o paciente nunca deve preencher os critérios para algum transtorno na categoria F20, de esquizofrenia):
1. Afeto inapropriado ou restrito, o indivíduo parece frio e indiferente;
2. Comportamento ou aparência estranhos, excêntricos ou peculiares;
3. Relacionamento pobre com outros e uma tendência ao retraimento social;
4. Crenças estranhas ou pensamento mágico influenciando o comportamento e inconsistente com normas subculturais;
5. Suspeita ou ideias paranoides;
6. Ruminações sem resistência interna, muitas vezes com conteúdo dismorfofóbico, sexual ou agressivo;
7. Experiências perceptivas incomuns, incluindo ilusões somato sensórias (corporais) ou outras, despersonalização ou fuga de realidade;
8. Pensamento vago, circunstancial, metafórico, super elaborado ou muitas vezes estereotipado, manifesto por fala estranha ou de outros modos, sem incoerência grosseira;
9. Episódios ocasionais transitórios quase psicóticos com ilusões intensas, alucinações auditivas ou outras e ideias semelhantes a delírios, geralmente ocorrendo sem provocação externa;

Exclui: Síndrome de Asperger e Transtorno de personalidade esquizóide. Não ocorre exclusivamente durante o curso de Esquizofrenia, Transtorno do Humor Com Aspectos Psicóticos, outro Transtorno Psicótico ou um Transtorno Invasivo do Desenvolvimento.
O transtorno de personalidade esquizotípica segue um curso crônico com flutuações de intensidade. Ocasionalmente, ela evolui para esquizofrenia franca. Não há um indício definido, e sua evolução e curso são usualmente aqueles de um transtorno de personalidade.
Orientações Diagnósticas
Este diagnóstico não é recomendado para uso geral porque não é claramente demarcado seja da esquizofrenia simples ou dos transtornos de personalidade esquizóide ou paranóide. Se o termo é utilizado, três ou quatro características listadas acima devem estar presentes, de maneira contínua ou episódica, por pelo menos 2 anos. O indivíduo nunca deve ter preenchido os critérios para esquizofrenia. Um histórico de esquizofrenia em parentes de primeiro-grau reforça o diagnóstico mas não é um pré-requisito.
Comorbidades comuns
É comum que também ocorra simultaneamente com sintomas de outros transtornos de personalidade como o transtorno de personalidade esquiva, transtorno de personalidade paranóide e transtorno de personalidade borderline.

## Prevalência
O transtorno de personalidade esquizotípica ocorre em 2% da população geral e é um pouco mais comum em homens.

## Tratamento

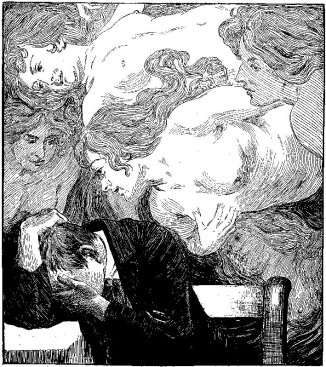
Caso não seja tratado, o distanciamento social tende a aumentar, a habilidade de se comunicar adequadamente diminuem, as alucinações podem se tornam mais frequentes e cada vez mais ameaçadoras passando a ser caracterizado como esquizofrenia.

Frequentemente eles buscam terapia para transtornos afetivos, ansiosos ou sociais, sendo o mais comum depressão maior (cerca de 30 a 50% dos casos).
O terapeuta não deve desafiar e contrariar diretamente as crenças e pensamentos socialmente inadequados. Primeiro ele deve oferecer um ambiente acolhedor, solidário e dar atenção ao paciente procurando estabelecer um sentimento de confiança e segurança, pois trata-se de um indivíduo que carece de um sistema adequado de apoio social e normalmente não consegue estabelecer interações sociais saudáveis por causa de ansiedade extrema e por possuir pouca experiência formando amizades duradouras. Muitas vezes o paciente relata sensação de ser "diferente" e não se "encaixar" com os outros com facilidade, geralmente por causa de suas crenças e hábitos não compartilhados socialmente. A terapia é difícil e os resultados demoram a aparecer.
Treinamento de habilidades sociais e outras abordagens comportamentais que enfatizam a aprendizagem das noções básicas das relações sociais e interações sociais podem ser benéficas. Deve-se ensinar o paciente a questionar suas próprias crenças e a buscar evidências sólidas para sustentá-las. Para isso o terapeuta pode se mostrar interessado e disposto a acreditar nas mesmas crenças do paciente desde que ele produza evidências, estimulando-o assim a fazer testes de realidade e questionando de forma educada se aquelas evidências são a explicação mais provável ou se existem outras possibilidades e explicações possíveis. Terapia em grupo pode ser útil para estimular o treino de habilidades sociais, porém a desconfiança e suspeitas podem tornar ajuda em grupo e dinâmicas ineficientes ou até prejudiciais.
Durante períodos estressantes em que ocorram alucinações e delírios constantes, indicando excesso de estimulação neurológica por neurotransmissores, antipsicóticos podem servir para estabilizar o sistema dopaminérgico. Antidepressivos também podem ajudar a controlar a ansiedade, desânimo, melhorando o humor e assim diminuir a frequência de pensamentos desagradáveis recorrentes e incontroláveis de medo e angústia.